# Nordre Aker
Nordre Aker („Severní Aker“) je 8. městská část norského hlavního města Osla, čtvrtý největší co se týče počtu obyvatel. Leží na severním okraji města, na severu a východě hraničí s lesnatou oblastí Nordmark, na jihovýchodě s obvodem Bjerke, na jihu se Sagene, na západě s obvodem Vestre Aker. Obvod vznikl při administrativní reformě v roce 2004 z bývalých obvodů Sogn a Grefsen- Kjelsås , ke kterým se připojily čtvrti Ullevål Hageby a Gaustad.
Obvod je tvořen především obytnou zástavbou rodinných domů, výjimkou je komerční a veřejná zástavba v centrální čtvrti Nydalen a na západě oblasti kde se nachází Blindern – kampus Univerzity v Oslu, různé výzkumné instituce a univerzitní nemocnice Rikshospitalet. Kromě toho se v obvodu sídlí Norská sportovní vysoká škola, Norský národní archiv, soukromá univerzita Handelshøyskolen BI a Norské muzeum vědy a techniky. Nedaleko o severních hranic obvodu leží jezero Sognsvann, které je i díky snadnému přístupu ze stejnojmenné konečné stanici metra oblíbenou rekreační oblastí. Východně od Sognsvann pak leží Maridalsvannet, největší jezero v Oslo a hlavní zdroj pitné vody pro město.
Obvod se skládá z následujících čtvrtí:
- Korsvoll
- Kjelsås
- Myrer
- Disen
- Grefsen
- Tåsen
- Ullevål Hageby
- Nordberg

## Galerie

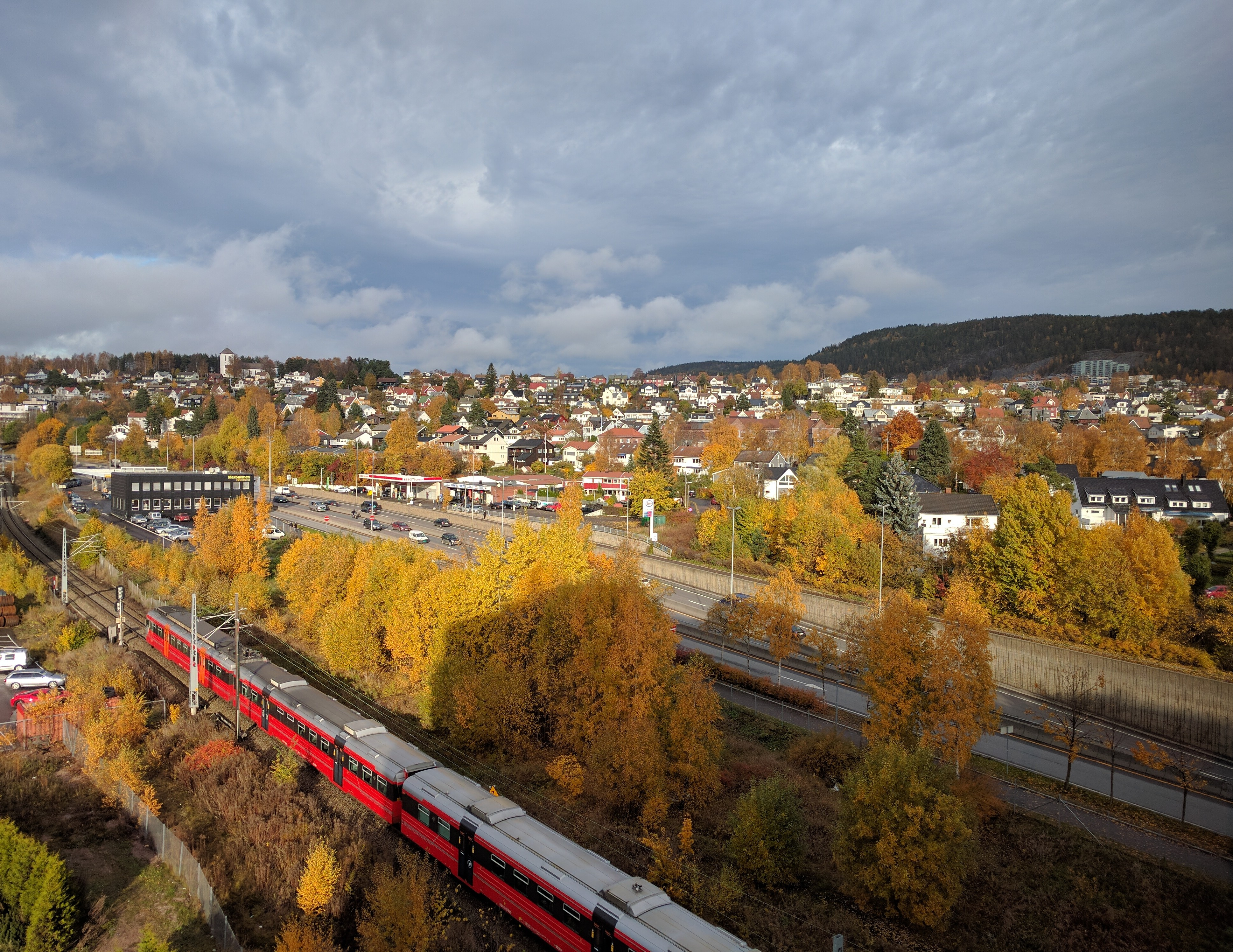
Silnice Ring 3 ve čtvrti Grefsen
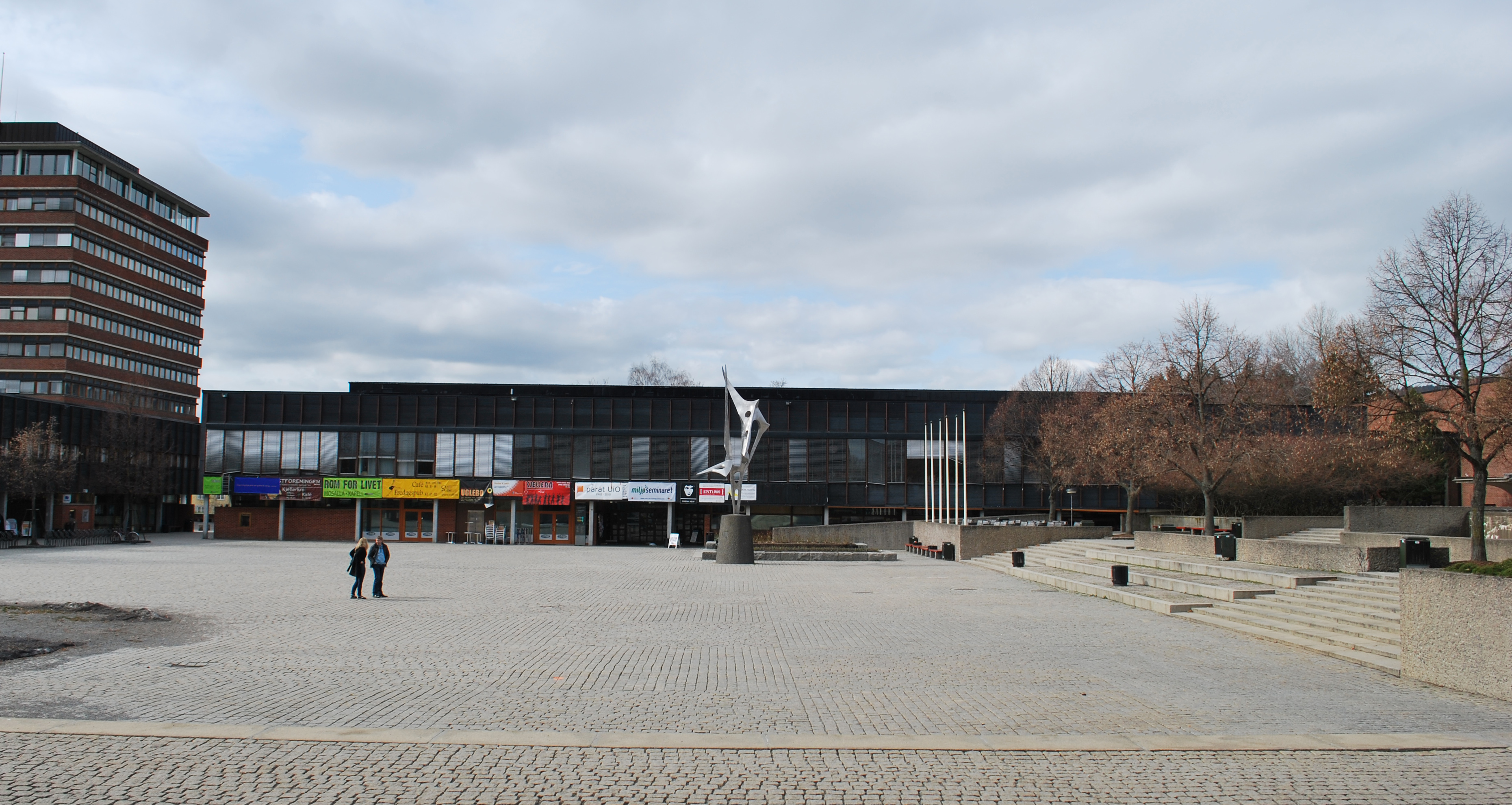
Univerzitní kampus Blindern
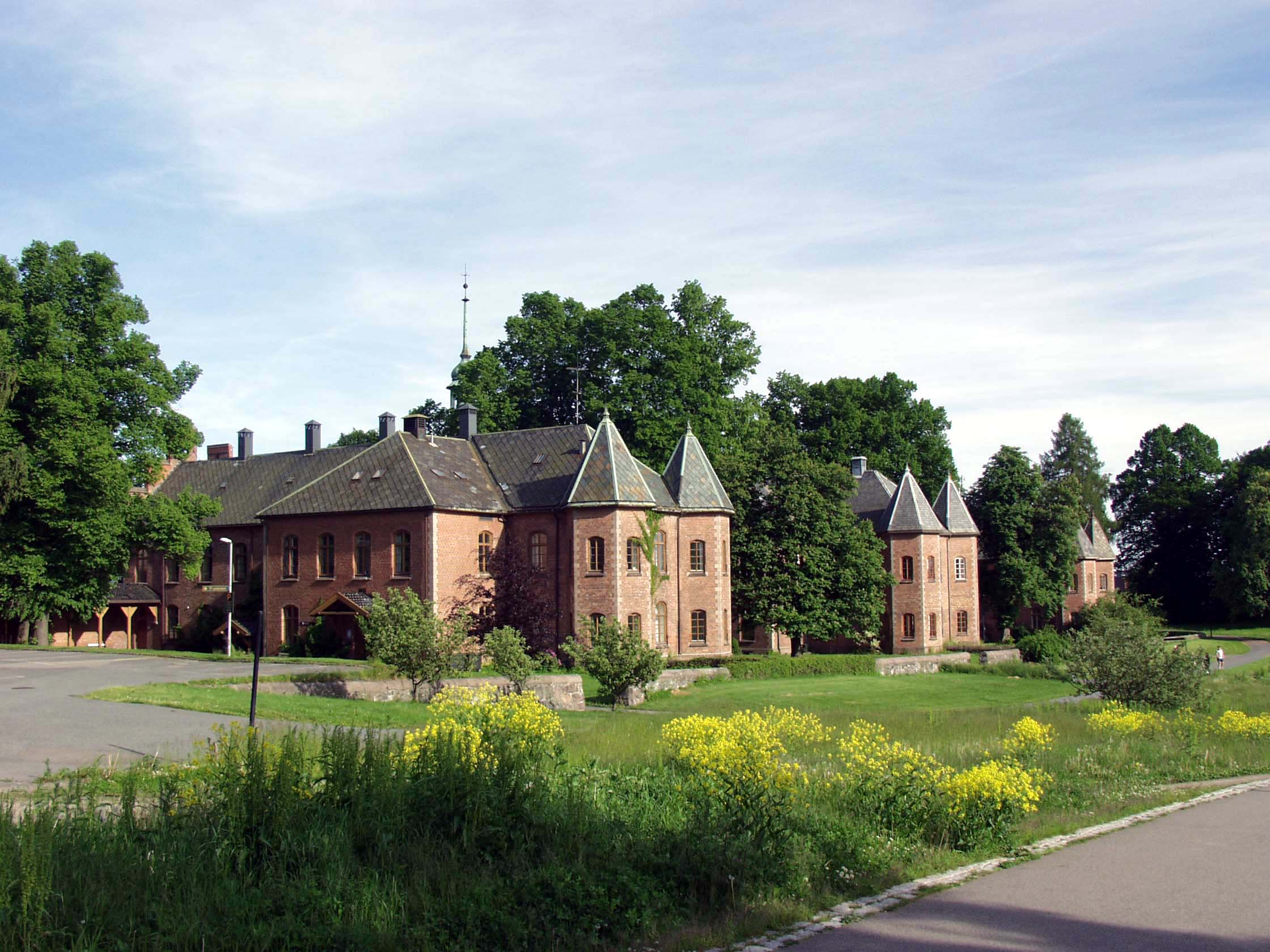
Psychiatrická nemocnice Gaustad
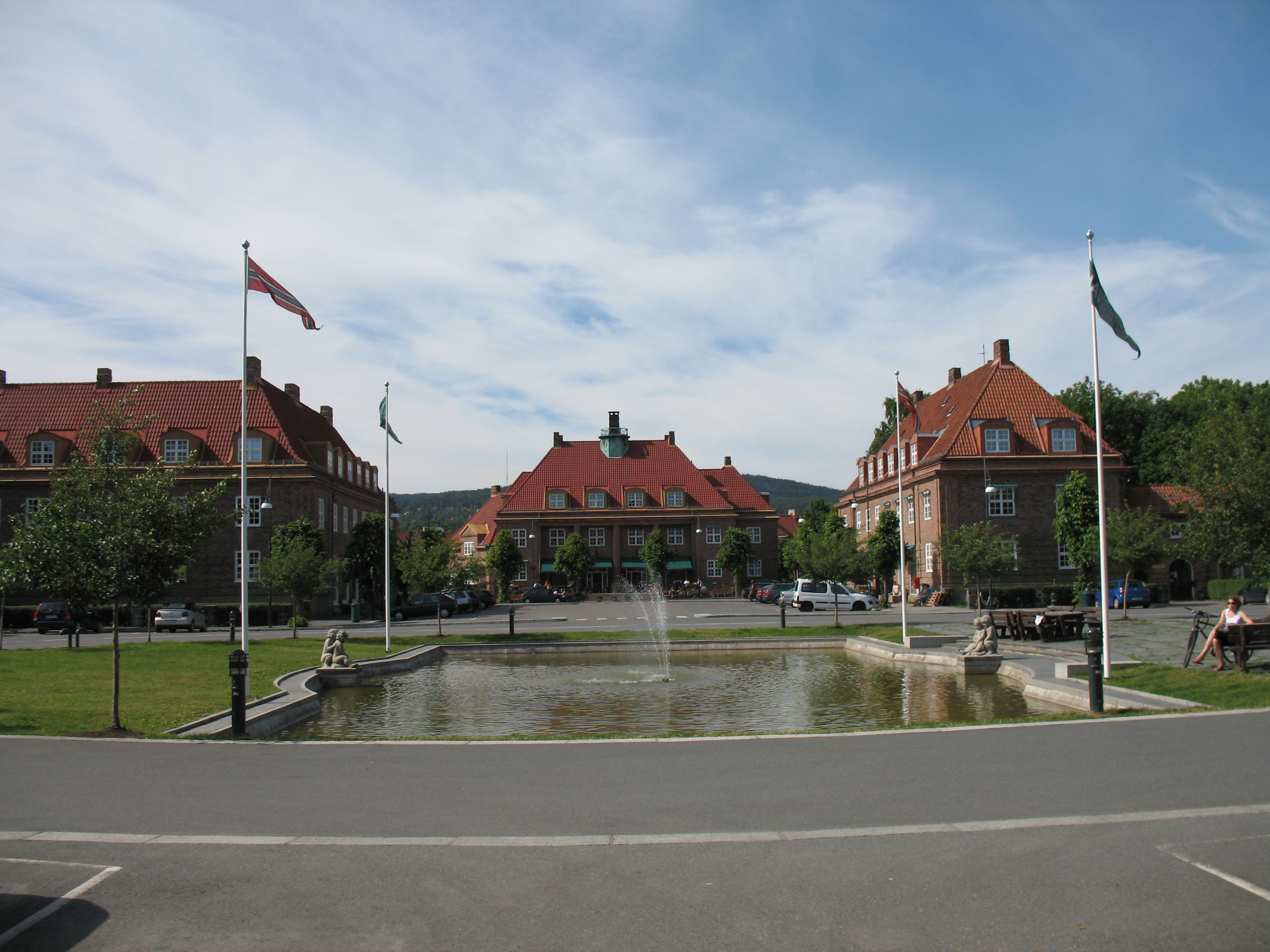
Ullevål Hageby
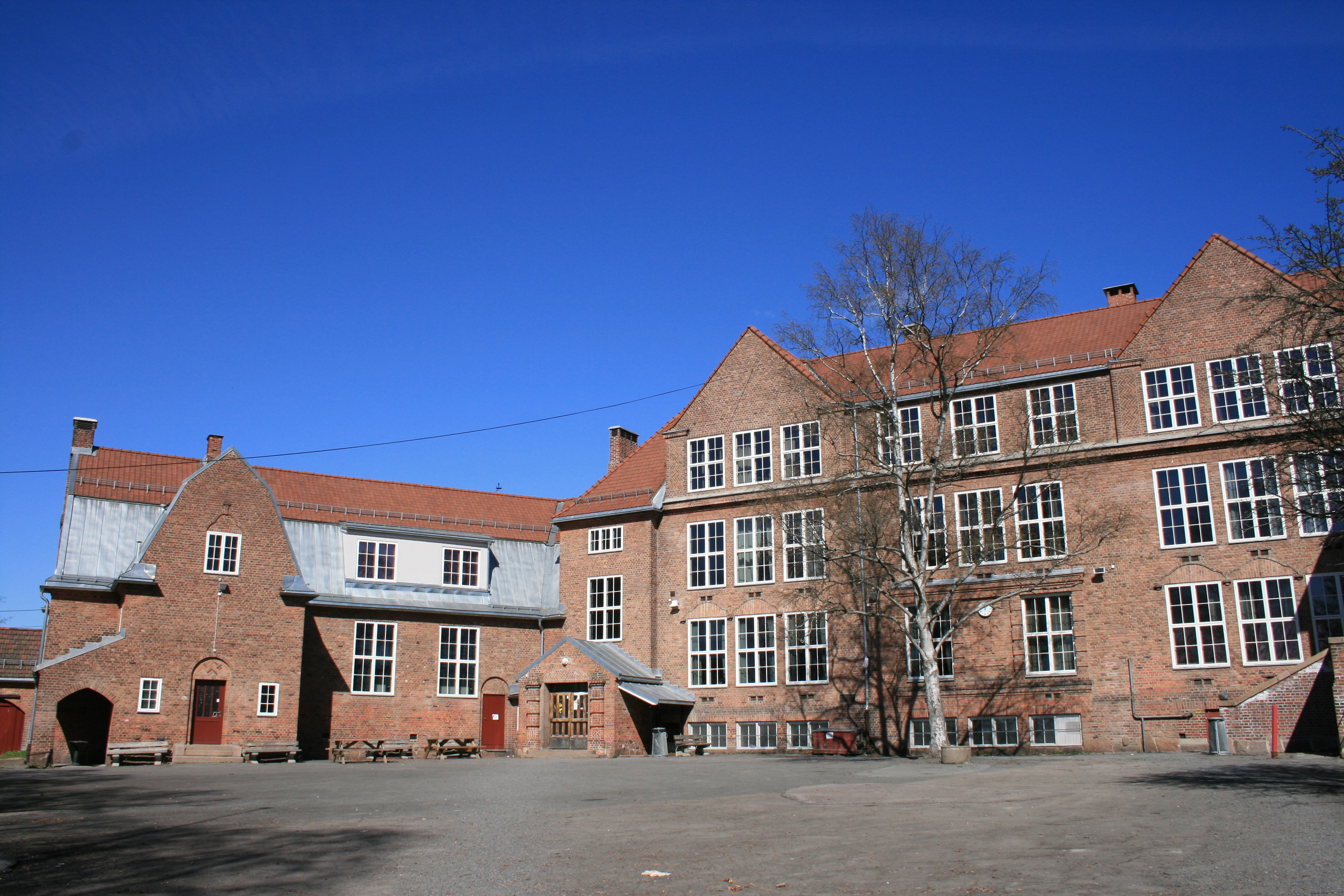
Bývalá střední škola ve čtvrti Grefsen